# Lorenz Dangel

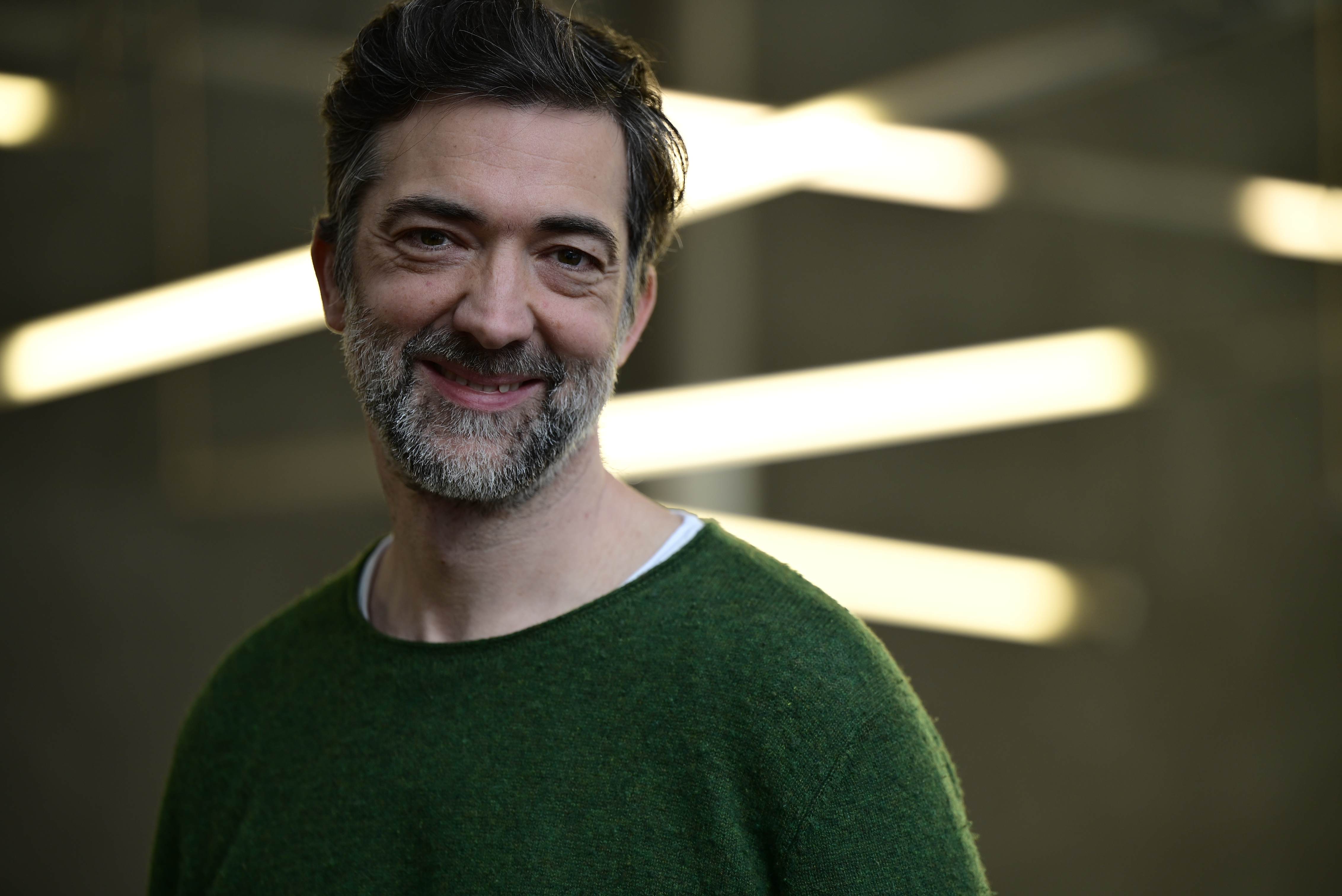
Lorenz Dangel (2025)

Lorenz Dangel (* 19. April 1977 in Würzburg) ist ein deutscher Komponist und Musiker.

## Leben und Wirken
Lorenz Dangel studierte Kontrabass und Komposition an der Hochschule für Musik „Hanns Eisler“ Berlin, im Anschluss Komposition für Film an der Hochschule für Musik und Theater München. Er beendete sein Studium mit Auszeichnung. 2003 folgte ein Studium im Fach Komposition am Royal College of Music in London, das er mit Auszeichnung abschloss.
Seit 2005 lebt und arbeitet Lorenz Dangel in Berlin.
Lorenz Dangel komponiert Filmmusik, klassische Konzertmusik und Musiktheater. Für seine Arbeit an dem Endzeit-Thriller Hell wurde er 2012 mit dem Deutschen Filmpreis ausgezeichnet.
Im Sommer 2025 wurde Dangel Mitglied der Academy of Motion Picture Arts and Sciences.

## Filmografie (Auswahl)
- 2005: Schläfer
- 2008: Der Herrscher von Edessa
- 2009: Der Räuber
- 2009: Die zwei Leben des Daniel Shore
- 2009: Schiller und die Musik
- 2009: Geradeaus gelaufen ist keiner
- 2011: Hell
- 2011: Michael
- 2011: Schreie der Vergessenen
- 2012: Die Lebenden
- 2012: Heiter bis wolkig
- 2013: Stärke 6
- 2013: Westen
- 2014: Über-Ich und Du
- 2014: Hirngespinster
- 2014: Tatort: Zwischen zwei Welten
- 2015: Ich und Kaminski
- 2015: Blochin – Die Lebenden und die Toten (Fernsehmehrteiler)
- 2015: Verdacht
- 2016: Die Ermittler – Nur für den Dienstgebrauch
- 2017: Landgericht – Geschichte einer Familie
- 2017: Licht
- 2017: Was werden die Leute sagen (Hva vil folk si)
- 2018: Per im Glück (Lykke-Per)
- 2019: Deutschstunde
- 2020: Tatort: Du allein
- 2021: Tides
- 2023: Tatort: Borowski und die große Wut
- 2024: Sterben
- 2024: September 5 – The Day Terror Went Live
- 2024: Zeit Verbrechen – Dezember
- 2025: Rosenthal

## Werkverzeichnis Konzertmusik (Auswahl)
- Circle, für Streichquartett
- Salidada seigies o Regina, für gemischten Chor und Brass Band
- Ströme, für großes Orchester (Auftragskomposition des SWR)
- Sechste Suite, Bearbeitung der Suite No. 6 von J. S. Bach, für Violoncello solo
- Variationen, für Streichtrio
- playingames, für Flöte, Klarinette, Violine, Violoncello, Harfe und Klavier

## Werkverzeichnis Bühnenwerke (Auswahl)
- Noah, Ballettmusik für großes Orchester
- L´Inferno, Klanginstallation auf einem Zug
- Hamlet, Theatermusik
- David, Oper für 8 Sänger, 2 Perkussionisten und Saxophon

## Auszeichnungen
- 2006: Filmmusikpreis auf dem Filmfestival Max Ophüls Preis für Schläfer
- 2012: Deutscher Filmpreis für Hell
- 2013: Nominierung Österreichischer Filmpreis für Die Lebenden
- 2016: Nominierung Deutscher Filmpreis für beste Filmmusik in Ich und Kaminski[2]
- 2021: Deutscher Filmpreis für die beste Filmmusik in Tides
- 2024: Deutscher Filmpreis für die beste Filmmusik in Sterben